# British Overseas Airways Corporation
La British Overseas Airways Corporation (BOAC) fue la única compañía aérea estatal del Reino Unido entre 1939 y 1946 y la única de largo alcance desde 1946. La compañía nació de la fusión entre Imperial Airways y British Airways Ltd. En 1974 BOAC y British European Airways fueron fusionadas creándose así la actual British Airways, como consecuencia de una Ley del Parlamento Británico aprobada en 1971.

## Historia
Durante los años 30, 40 y hasta noviembre de 1950 Imperial Airways y después BOAC operaban servicios con hidroaviones desde Southampton a posesiones coloniales en África y Asia. Hidroaviones como el Short Empire o el Short S.8 Calcutta fueron empleados para transportar pasajeros y correo. BOAC también operó el famoso Handley Page H.P.42 en sus servicios a Europa.
Además de entrenar a pilotos del Reino Unido, BOAC gestionaba una empresa de entrenamiento en la localidad ugandesa de Soroti, en el noreste del país.

### El nacimiento
La Ley de Aviación Civil de 1946 obligó a desmembrar las dos divisiones de BOAC en tres corporaciones separadas:
- BOAC - Para las rutas al Imperio Británico, a Norteamérica y al Lejano Oriente
- British European Airways (BEA) - Para las rutas nacionales y Europeas
- British South American Airways (BSAA) - Para las rutas a Sudamérica y al Caribe

En julio de 1949 British South America Airways fue fusionada de nuevo con BOAC.

### La entrada de los reactores

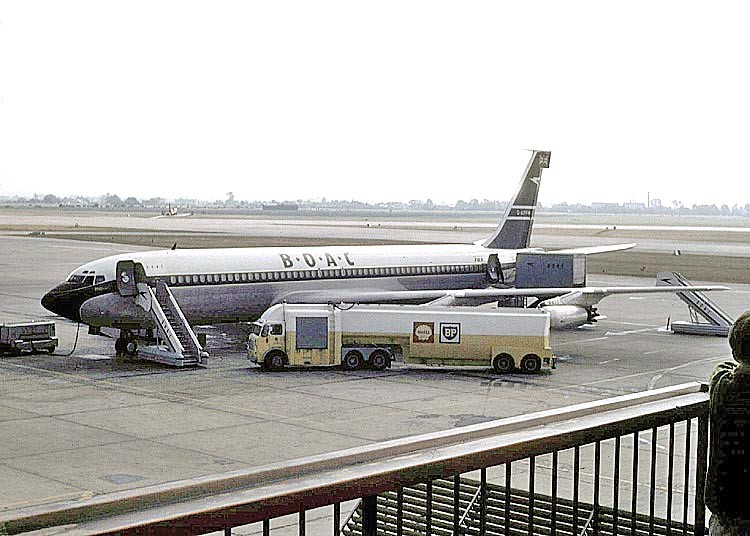
Tras numerosos problemas técnicos con los De Havilland Comet, BOAC retomó los servicios a reacción con aviones Boeing 707 importados

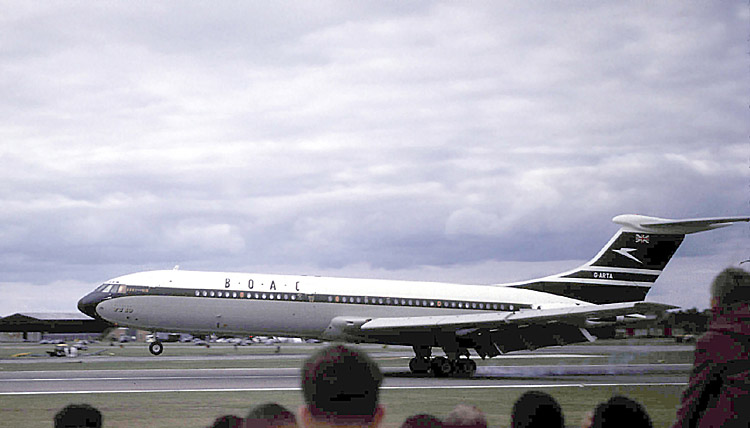
El Vickers VC-10 fue desarrollado para BOAC. Muchos de los requisitos de la aerolínea en cuanto a capacidad de operación en aeropuertos altos y cálidos hicieron que el VC-10 no fuese adecuado para las compañías norteamericanas.

En mayo de 1952, BOAC se convirtió en la primera aerolínea en emplear aviones comerciales a reacción, el De Havilland Comet. Todos los Comet de la Serie 1 fueron retirados del servicio en abril de 1954 después de que tres Comet de BOAC se estrellaran. Los investigadores descubrieron serias roturas en la estructura de los aviones. Estas roturas habían sido causadas por la fatiga de metales debido a la repetida presurización y despresurización de las aeronaves en los ascensos y descensos. Mientras se buscaba solución al problema, los ingenieros de De Havilland mejoraron el Comet en muchos aspectos y aumentaron su alcance, creando la Serie 4. En 1958, BOAC usó los nuevos Comet 4 para convertirse en la primera aerolínea en operar con reactores las rutas trasatlánticas. Las deficiencias estructurales de la serie 1 estaban focalizadas en las formas cuadradas de las ventanas, en el techo y en las alas.
En 1956 BOAC pidió 15 aviones Boeing 707. Esto causó cierto revuelo político en el Reino Unido, que finalmente resultó en la sustitución del pedido a Boeing por otro de aeronaves Vickers VC-10. Sin embargo los VC-10 tenían mayor coste de operaciones que los Boeing 707, principalmente como causa de las propias demandas de BOAC acerca del diseño del avión para hacerlo idóneo en aeropuertos altos y calurosos. Al final ambos aviones entrarían en servicio para BOAC, además de unos 17 Super VC-10, versión extendida del VC-10.
Posteriormente BOAC se convertiría en el mayor cliente de Boeing fuera de Norteamérica. El siguiente gran pedido a Boeing fue de 11 aeronaves del modelo747-100. BOAC recibió su primer Boeing 747 el 22 de abril de 1970, sin embargo debido a una "acción industrial" (una huelga) por parte de la Asociación Británica de Pilotos de Líneas Aéreas, los aviones no entraron en servicio hasta el año siguiente, el 14 de abril de 1971.
En 1962 BOAC y Cunard formaron BOAC-Cunard Ltd para operar servicios programados a Norteamérica, el Caribe y Sudamérica. La sociedad fue disuelta en 1966.

### Disolución
El 1 de septiembre de 1972 se formó la Junta de British Airways, un consejo de administración que controlaba tanto BOAC como BEA. El 31 de marzo de 1974 ambas compañías fueron disueltas y sus operaciones reunidas para formar British Airways.
BOAC se habría convertido en uno de los primeros operadores del Concorde de no haberse fusionado para convertirse en British Airways. Los Concordes de British Airways fueron matriculados con los códigos desde G-BOAA a G-BOAG, el primero de ellos registrándose con la matrícula G-BOAC.

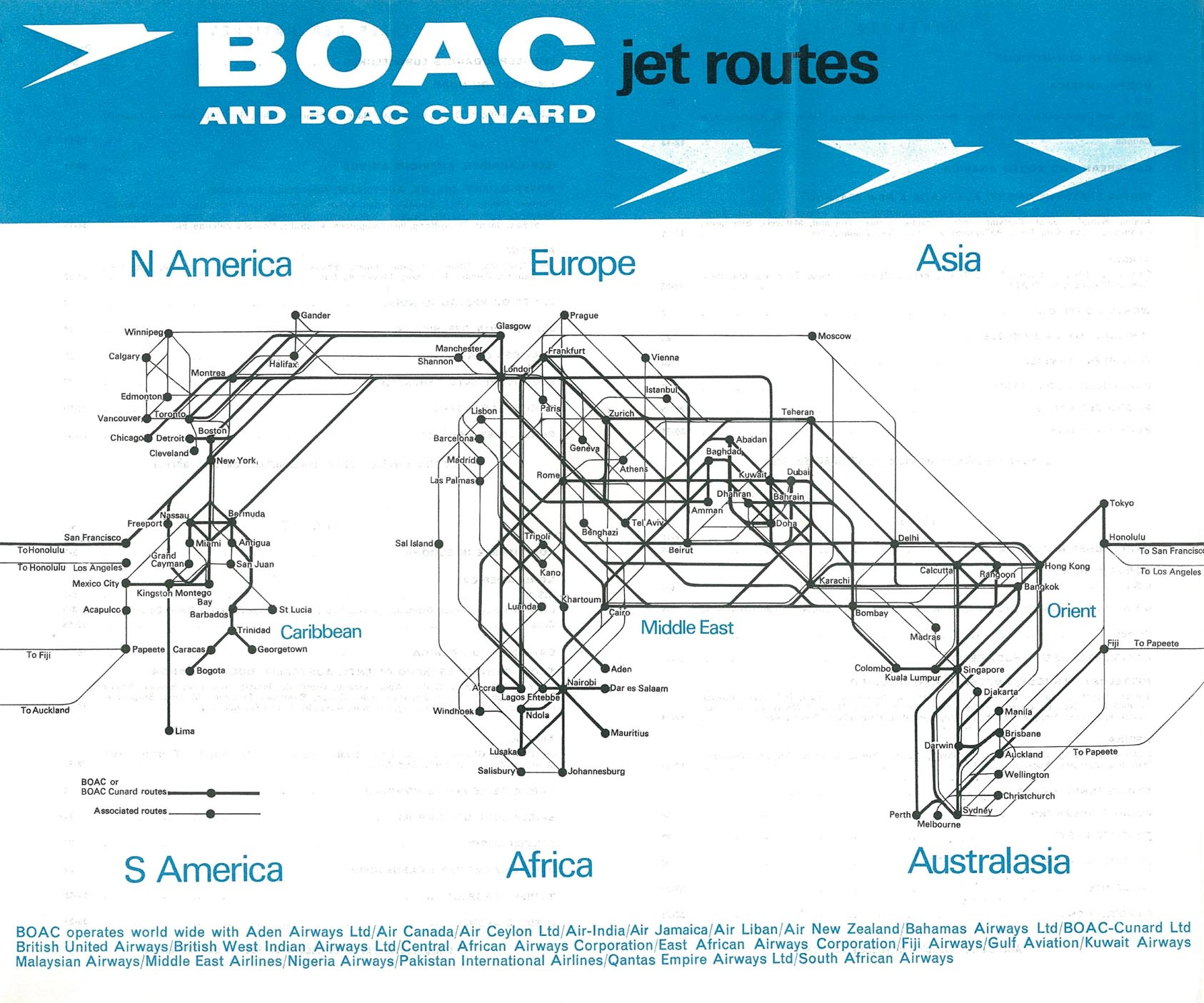
Destinos de BOAC en 1966

## Flota histórica
| Aeronave                         | Total | Introducido | Retirado |
| -------------------------------- | ----- | ----------- | -------- |
| Airspeed AS.65 Consul            | 1     | 1949        | 1954     |
| Avro 685 York                    | 41    | 1944        | 1955     |
| Boeing 377                       | 15    | 1949        | 1959     |
| Boeing 707                       | 33    | 1960        | 1974     |
| Boeing 747-100                   | 15    | 1970        | 1974     |
| Bristol Britannia                | 35    | 1955        | 1965     |
| Canadair CL-44                   | 1     | 1963        | 1965     |
| Canadair North Star              | 22    | 1948        | 1960     |
| Curtiss C-55 Commando            | 1     | 1941        | 1943     |
| De Havilland DH.89 Dragon Rapide | 9     | 1939        | 1946     |
| De Havilland DH.104 Dove         | 5     | 1946        | 1960     |
| De Havilland Comet               | 41    | 1951        | 1970     |
| Douglas DC-2                     | 2     | 1939        | 1940     |
| Douglas DC-3/C-47                | 72    | 1940        | 1959     |
| Douglas DC-7                     | 11    | 1956        | 1967     |
| Handley-Page Hermes              | 26    | 1949        | 1957     |
| Handley-Page HP.70 Halton        | 2     | 1946        | 1949     |
| Junkers Ju 52                    | 1     | 1939        | 1941     |
| Lockheed Constellation           | 28    | 1946        | 1962     |
| Lockheed L-14 Super Electra      | 9     | 1939        | 1946     |
| Lockheed Modelo 18 Lodestar      | 21    | 1940        | 1949     |
| Short L.17 Scylla                | 2     | 1939        | 1940     |
| Short S.25 Sandringham           | 1     | 1948        | 1954     |
| Short S.25 Sunderland            | 2     | 1946        | 1948     |
| Short S.26 G-Class               | 3     | 1939        | 1947     |
| Short S.30 Empire                | 4     | 1939        | 1947     |
| Short S.33 Empire                | 17    | 1939        | 1947     |
| Shorts S.45 Solent               | 12    | 1946        | 1958     |
| Vickers VC10                     | 29    | 1962        | 1974     |
| Vickers VC.1 Viking              | 5     | 1946        | 1947     |
| Vickers Viscount                 | 2     | 1972        | 1974     |